# Петров, Николай Иванович (спортсмен)
Никола́й Ива́нович Петро́в (род. 12 ноября 1911 года Прокунино, Ярославская область; ум. 21 августа 1997 года Санкт-Петербург) — советский спортсмен (конькобежный спорт, велоспорт), абсолютный чемпион СССР по конькобежному спорту (1944), многократный чемпион и призёр чемпионатов СССР по конькобежному спорту на различных дистанциях (1936-41, 1944-48), 3-й призёр чемпионата Европы (1946) в многоборье, 2-кратный призёр чемпионата Европы (1946) на отдельных дистанциях, 4-кратный рекордсмен СССР. 2-кратный чемпион СССР во велоспорту (1945) в командной гонке на 10 км, в гонке за лидером на 25 км. Неоднократный призёр чемпионатов СССР по велоспорту (1944-49). 8-кратный рекордсмен СССР,  Заслуженный мастер спорта СССР (1946, конькобежный спорт). Заслуженный тренер СССР (1956). Выступал в соревнованиях по конькобежному спорту и велоспорту за ДСО «Зенит» (Ленинград).

## Биография
Николай Петров родился в Ярославской области. Ещё мальчишкой, живя в деревне Прокунино Коля гонял на "снегурках" по льду пруда и по улице. В 1925 году он переехал в Ленинград и стал ходить на каток, бегая наперегонки с другими ребятами. В 16 лет, работая слесарем в мастерской, он смастерил себе коньки из белой жести, а полозья вырезал из пилы. Позже сделал велосипед из двух старых рам и разных запчастей, и после этого зимой стал кататься на коньках, а летом на велосипеде. Будучи лидером конькобежцев Выборгской стороны Петров в 1930 и 1931 годах прослушал семинар при городском совете физической культуры и получил диплом тренера-общественника.
В 1932 году малоизвестный спортсмен выступал на всесоюзных соревнованиях велосипедистов и в парной гонке на треке вместе со своим земляком Эдуардом Черношварцем одержал блестящую победу, обыграв москвичей Алексея Куприянова и Павла Миронова. В 1933 году на одной из велогонок он познакомился с председателем приёмной комиссии ГИФК имени П. Ф. Лесгафта Алексеем Павловичем Дроздовым, который предложил Николаю, в то время учащемуся электросварочного техникума перейти учиться в институт, и тот согласился. В то время в институте не было специальных кафедр по конькобежному и велосипедному спорту, поэтому Николай специализировался на лыжных гонках.
Уже на первом курсе его привлекли к практическим занятиям по конькам, где он подыскивал наиболее перспективных спортсменов. Так Петров нашёл будущего победителя многих всесоюзных соревновании Вениамина Батаена и у которого сам, лишь однажды смог победить. Тренируя других, он и сам много тренировался, анализируя бег норвежских спортсменов. Однако эта техника не способствовала достижению высоких скоростей и его результаты снизились. Петров стал восстанавливаться только в 1938 году, и в 1939-м сдал норматив мастера спорта по конькам. Уже в 1940 году он стал чемпионом СССР в забеге на 5000 метров и вторым в абсолютном зачёте, а через год выиграл чемпионат СССР на дистанции 1500 метров и занял 3-е место в общем зачёте.
Ещё в 1936-37 годах студент Петров участвовал в экспериментальных исследованиях, проводимых профессором Алексеем Николаевичем Крестовниковым. Тот разрабатывал метод рывков и ускорении и Николай служил ему моделью. Именно использую этот метод в 1938 году он установил на велосипеде в одном заезде пять всесоюзных рекордов на 5, 10, 15, 20 и 25 километров. Такой же метод он стал использовать и на коньках. В июне 1941 года Николая не взяли на фронт и оставили работать на заводе. В 1942 году участвовал в антифашистком митинге на стадионе имени Ленина, а после участвовал в велосипедной гонке. В 1944 году он стал абсолютным чемпионом страны по конькобежному спорту, а в 1945 году выиграл чемпионат СССР по велоспорту в командной гонке и гонке за лидером, а также стал рекордсменом.
В 1946 году, в Осло проходил первый международный матч СССР-Норвегия по конькобежному спорту, где Николай Петров стал чемпионом в общем зачёте, выиграв при этом забег на 5000 метров.
Вскоре норвежцы были приглашены для ответного матча в Москву и вновь не было равных Петрову, который одержал победы в забегах на 1500, 5000, 10000 метров и в абсолютном зачёте. В том же году на чемпионате Европы в Тронхейме он одержал победу на дистанции 5000 метров, выиграл серебро на 10 000 метров и стал бронзовым призёром в общем зачёте. В следующем году Петров не участвовал в соревнованиях из-за болезни, но в 1948 году он участвовал на первом для советских спортсменов чемпионате мира в классическом многоборье, но не показал хороших результатов, заняв только 14-е место. 1 октября 1948 года Николай Петров стал заведовать первой в мире кафедрой конькобежного и велосипедного спорта в ГИФК имени П. Ф. Лесгафта. Он ещё продолжал участвовать в чемпионате СССР до 1953 года, после чего завершил карьеру спортсмена.

## Тренерская деятельность
Николай Петров в 1938 году окончил ГИФК имени П. Ф. Лесгафта. Кандидат педагогических наук, профессор. Преподаватель (1938-41), преподаватель, старший преподаватель и заведующий кафедрой велосипедного и конькобежного спорта и фигурного катания на коньках (с момента её основания в 1948 году) ГДОИФКа имени П. Ф. Лесгафта — 1945-67. Автор книг «Тренировка конькобежца» (Лениздат, 1950), «Конькобежный спорт» (Лениздат, 1955), учебных пособий «Конькобежный спорт» («ФиС», 1961, 1969, 1975, 1982), научных и методических работ. Тренер ДСО «Буревестник», сборных команд Ленинграда. Член тренерских советов Ленинграда (Петербурга) по конькобежному спорту и велоспорту. Подготовил чемпионов мира, СССР Т. Рылову, Л. Кочетову, Г. Васильеву, Р. Чижикова. Способствовал профессиональному становлению А. А. Кузнецова.
Скончался 21 августа 1997 года. Похоронен на 58-м участке Богословского кладбища в Санкт-Петербурге.

## Награды
- Медаль «За трудовую доблесть» (27.04.1957) — «за успехи, достигнутые в деле развития массового физкультурного движения в стране, повышения мастерства советских спортсменов, и успешное выступление на международных соревнованиях»

## Автор научных и методических работ
- Вопросы техники бега на коньках и методики обучения: (обобщение опыта работы) [текст]: Автореф дис. … канд. пед. наук: / ГДОИФК им. П. Ф. Лесгафта. — Л., 1956. — 16 с.
- Езда на велосипеде с некруглыми ведущими звездочками как средство совершенствования техники педалирования [текст] / Петров Н. И. // Теория и практика физ. культуры. — 1975. — N 7. — С. 61-64.
- К вопросу реконструкции физкультурного образования [текст]: К итогам всесоюзного совещания по физкультурному образованию при ВСФК СССР / Петров Н. И. // Теория и практика физ. культуры. — 1930. — N 7-8. — С. 3-8.
- Конькобежный спорт [текст] / Петров Н. И. — Л.: Лениздат, 1955. — 200 с.
- Конькобежный спорт [текст]: [Учеб. пособие для школ тренеров и техникумов физ. культуры] / Петров Н. И. — М.: ФиС, 1961. — 308 с.
- Конькобежный спорт [текст]: [Учебник для техникумов физ. культуры и школ тренеров] / Петров Н. И. — М.: ФиС, 1969. — 248 с.
- Конькобежный спорт [текст]: [Учебник для техникумов физ. культуры] / Петров Н. И. — М.: ФиС, 1982. — 222 с.
- Конькобежный спорт [текст]: Учеб. для техникумов физ. культуры и шк. тренеров: доп. Ком. по физ. культуре и спорту / Н. И. Петров. — М.: ФиС, 1975. — 256 с.
- О технике скоростного бега на коньках [текст] / Петров Н. И., Панин Н. А.